# Ambassis macracanthus
Ambassis macracanthus és una espècie de peix pertanyent a la família dels ambàssids.

## Descripció
- Fa 10,5 cm de llargària màxima.
- 8 espines i 9 radis tous a l'aleta dorsal.
- 3 espines i 9 radis tous a l'anal.[5][6]

## Hàbitat
És un peix d'aigua dolça, salabrosa i marina; demersal i de clima tropical (6°N-6°S).

## Distribució geogràfica
Es troba a l'Índia, Indonèsia, Papua Nova Guinea, les illes Filipines i el Timor Oriental.

## Observacions
És inofensiu per als humans.